# Prospalta cyclica
Prospalta cyclica là một loài bướm đêm trong họ Noctuidae.